# قاعدة صفر واحد لانهاية
قاعدة صفر واحد لانهاية (ZOI) هي قاعدة أساسية في تصميم البرمجيات اقترحها رائد الحوسبة المبكر ويليم فان دير بول. وتجادل بأنه لا ينبغي السماح بالقيود التعسفية على عدد مثيلات نوع معين من البيانات أو الهيكل. بدلًا من ذلك، يجب إما حظر الكيان تمامًا، أو السماح لواحد فقط، أو السماح بأي عدد منها. على الرغم من أن العوامل المختلفة خارج هذا البرنامج المعين يمكن أن تحد من هذا الرقم في الممارسة العملية، فلا ينبغي أن يكون البرنامج نفسه هو الذي يضع حدًا صارمًا لعدد مثيلات الكيان.
يمكن العثور على أمثلة لهذه القاعدة في بنية العديد من الأدلة الخاصة بأنظمة الملفات (المعروفة أيضًا بإسم المجلدات):
- 0 – يحتوي الدليل الأعلى على صفر من الدلائل الأصلية؛ أيْ لا يوجد دليل يحتوي على الدليل الأعلى.
- 1 – يحتوي كل دليل فرعي على دليل رئيسي واحد بالضبط (لا يشمل الاختصارات إلى موقع الدليل؛ في حين أن هذه الملفات قد تحتوي على أيقونات مماثلة لأيقونات أدلة الوجهة، فهي ليست أدلة على الإطلاق).
- ∞ (لانهاية) – قد يحتوي كل دليل، سواء كان الدليل الأعلى أو أي من الأدلة الفرعية، وفقًا لقواعد نظام الملفات، على أي عدد من الملفات أو الدلائل الفرعية. ترجع الحدود العملية لهذا الرقم إلى عوامل أخرى، مثل المساحة المتوفرة على وسائط التخزين ومدى جودة صيانة نظام تشغيل الكمبيوتر.

في تصميم البرامج في العالم الحقيقي، تعد انتهاكات هذه القاعدة العامة أمرًا شائعًا. على سبيل المثال، يفرض نظام الملفات FAT16 حدًا يبلغ 65536 ملفًا إلى دليل.

## تأليف
أكد فان دير بويل أنه كان منشئ القاعدة، لكن بروس ماكلينان قد ادعى أيضًا أنه المؤلف (في النموذج "الأرقام المعقولة الوحيدة هي صفر وواحد وما لا نهاية.")، حيث كتب في عام 2015 ما يلي: